# Diêm Trì
Diêm Trì (chữ Hán giản thể:盐池县, âm Hán Việt: Diêm Trì huyện) là một huyện thuộc địa cấp thị Ngô Trung, tỉnh Khu tự trị dân tộc Hồi Ninh Hạ, Cộng hòa Nhân dân Trung Hoa. Huyện này có diện tích 6787 ki-lô-mét vuông, dân số năm 1999 là 152.213 người. Mã số bưu chính là 751500. Huyện lỵ đóng ở trấn Hoa Mã Trì. Kinh tế huyện này phát chậm phát triển, nhiều vùng đất bị phèn và bỏ hoang.